# 金井修
金井 修（かない しゅう、1897年 - 1963年12月21日）とは、日本の剣劇俳優。浅草では梅沢昇とともに圧倒的人気を誇った。

## 経歴
1897年（明治30年）京都府の生まれ。本名は'金尾修。京都中卒業後、倉橋仙太郎の新民衆劇学校で演技を学び、新民衆劇一派（のちに第二新国劇に改称）で活躍。同劇団では原健策、大河内傳次郎らが一緒だった。第二新国劇解散後、剣劇を売りとした金井修一座（金井修劇団）を旗揚げ。神戸三宮の歌舞伎座、新開地の港座あたりで公演を行った後、東上。以後、浅草昭和座を拠点に、京都新京極、大阪道頓堀、神戸新開地劇場などに出演。大殺陣とともに、5役30回などの早替りを得意とした。
一座解散後、1959年からテレビに進出。綜芸プロダクション、劇団仲間に所属した。

## 主な出演作品

### 舞台
- 1932年3月1日、名古屋・歌舞伎座（『安政船匠奇談』『つわもの還る』『直参風流男』）
- 1941年11月15日、名古屋・歌舞伎座（『肥後の駒下駄』）
- 1943年4月16日 福岡・嘉穂劇場[7]
- 1944年6月17日〜29日、松竹劇場（『子育地蔵』『唄入り観音経』）[8]
- 1949年3月15日・10月30日 福岡・嘉穂劇場[7]

### 映画
- 義憤の血煙（1925年）
- 隠密将軍と喧嘩大名（1958年）

### テレビドラマ
- 梟の城（1960年）
- 鉄人28号（1960年）
- 恩讐の彼方に（1961年）
- 風流活人剣（1962年）
- 隠密剣士（1963年）
- 花の生涯（1963年）